# Област Кукеш
Област Кукеш (алб. Rrethi i Kuksit) је једна од 36 области Албаније. Има 45,616 становника, А по Административној подели Албаније је део округа Кукеш који има 85.292 становника (попис из 2011), и површину од 956 2. На североистоку је земље, а главни град је Кукеш.
Обухвата општине: Арн, Бицај, Буштриц, Грик-Чаје, Запод, Каљис, Кољш, Маљзи, Сурој, Топољане, Тртор, Ујмиштe, Шиштевац и Штићн.